# Совєтський (Сарактаський район)
Совє́тський (рос. Советский) — селище у складі Сарактаського району Оренбурзької області, Росія.

## Населення
Населення — 193 особи (2010; 256 у 2002).
Національний склад (станом на 2002 рік):
- казахи — 69 %